# パラダイス (1982年の映画)
『パラダイス』（原題：Paradise）は、1982年のカナダ映画。
19世紀の中東を舞台に、砂漠に投げ出された少女と少年が生と死を乗り越え、パラダイスを見つけ出して2人だけの愛の生活を始める姿を描いた青春映画。フィービー・ケイツのデビュー作で、彼女のヘアヌードが話題となった。

## あらすじ
西暦1823年、まだ10代のデイヴィッドとセアラはキャラバンでバグダッドからダマスカスまで旅をした。途中のオアシスで「ジャッカル」の名で知られる奴隷商人が彼らのパーティーを襲撃し、美しいセアラをハーレムに加えようとする。デイヴィッドとセアラと下僕のジェフリィは辛うじて逃げ出すが、デイヴィッドの両親を含め、他のすべての人は殺された。更に、ジェフリィはある野営地で助けを求めたが、そこはジャッカルの支配地で、殺さてしまう。二人ぽっちになったデイヴィッドとセアラは、それでもダマスカスを目指して西に向かい、その途上美しいオアシス（パラダイズ）に辿り着いた。そこで二人は性に目覚め、愛欲の日々を送る。しかし執拗にセアラを追うジャッカルがまたも来襲し、逃避行の末デイヴィッドは彼と一騎打ちの末倒す。セアラは妊娠していることをデイヴィッドに告げ、二人はついにダマスカスの街に・・

## キャスト
- サラ：フィービー・ケイツ（吹替：高部知子）
- デビッド：ウィリー・エイムス（英語版）（吹替：水島裕）
- ジョフリー：リチャード・カーノック（吹替：峰恵研）
- ジャッカル：チュヴィア・タヴィ（吹替：樋浦勉）
- リバーエンド：ニール・ヴィポンド

※テレビ放映：フジテレビ「ゴールデン洋画劇場」1983年6月18日

## スタッフ
- 監督・脚本：スチュアート・ギラード（英語版）
- 製作総指揮：ブルース・マレン、ハワード・R・リプソン
- 製作：ロバート・ラントス（英語版）、スティーブン・J・ロス
- 撮影：アダム・グリーンバーグ
- 美術：クロード・ボニエール
- 音楽：ポール・ホファート（英語版）
- 主題歌：フィービー・ケイツ 「パラダイス（Theme from "PARADISE"）」
- 編集：ハワード・テリル
- クリエイテブ・コンサルタント：ジーン・コーマン